# 조중동
조중동(朝中東, 영어: Chojoongdong)은 대한민국의 조선일보, 중앙일보, 동아일보를 각 신문사의 앞머리 글자를 따서 엮은 줄임말이다. 2019년 9월 기준으로 조중동은 대한민국 신문 시장의 8%를 차지하며, 2011년 종합편성채널을 개국하였다.

## 명칭
조중동은 신문시장을 과점하는 보수 신문 3사를 지칭하는 말이다. 조중동이란 표현은 본래 '안티조중동'과 같이 조중동을 비판하는 사람들이 최초로 사용한 말이다. 2000년 10월, 한겨레신문 정연주 논설위원의 '조폭언론 시리즈'라는 칼럼을 통해 조선, 중앙, 동아일보를 묶어 부르기도 했고, 언론 보도에서는 이 표현이 2001년부터 등장하지만, 당시에는 널리 통용되는 표현이 아니었기 때문에 '조중동(조선 중앙 동아)'과 같이 괄호 안에 설명을 덧붙이는 경우가 많았다. 대한민국 정부가 2008년에 미국과 벌인 쇠고기 수입 협상에 대한 논란이 이어지는 가운데, 조중동의 논조에 불만을 품은 사람들이 각 신문의 영문 이름인 Chosun(조선), Joongang(중앙), Donga(동아)의 영문 앞글자를 따서 크로이츠펠트-야코프병(CJD)에 빗대어 CJD라고 부르며 비난하기도 했다.
해당하는 신문사들은 기사에서 약칭의 순서를 바꾸기도 하였다. 중앙일보에서는 중조동(中朝東)을 쓰며, 동아일보에서는 동조중(東朝中)을 쓴다. 조선일보는 2001년 3월 16일자 초판에서 朝·東·中(조동중)이라는이라는 약칭을 사용하였으나, 배달판에서는 조선·동아로 고쳤다. 한편 이 조동중이라는 이름은 다른 신문에서도 혼용되기도 한다.
한편 '조중동'과 비슷하게 진보언론인 한겨레신문, 경향신문, 오마이뉴스를 묶어 한경오라 부르기도 한다.

## 특징

### 광고
변호사 개업 광고와 외제차 광고는, 다른 일간지에는 별로 없고, 조중동에만 있다는 분석이 있다. 문한별 언론인권센터 대외협력위원장은 "조중동을 제외한 다른 신문들에는 이같은 외제차 광고가 없다. 왜 없을까? 이유는 간단하다. 독자의 구매력에서 조중동에 못 미치기 때문이다." 라고 비평했다.

### 1면 머리기사
조중동은 기타 주요아침신문들과는 다른 기사를 1면 머리기사로 내보내는 경우가 있었다. 일례로, 2009년 9월 24일 대한민국의 헌법 재판소는 집시법의 야간 집회 금지 조항을 헌법불합치로 판결하였고, 다음날인 9월 25일 다른 주요 일간지들은 헌법불합치 판결을 주요 기사로 소개했으나, 조선일보는 한(韓) “새로운 관계를 만들자”/ 일(日) “역사 직시할 용기있다”를, 중앙일보는 넘치는 달러로 자원 싹쓸이/ 중국, 상반기만 72조 투입을, 동아일보는 서울대 정교수 ‘좁은 문(門)’/ 승진대상자 38%만 통과를 주요 기사로 소개했다.

## 점유율
2006년 국회 문화관광위원회 국정감사 자료에 따르면 조중동 3개 신문사 점유율은 63%이고 발행부수상으로는 75%의 점유율을 보이고 있다. 조중동에 대해 여론 시장의 독과점이라는 비판이 있으며, 실제로 이들이 가지고 있는 언론권력으로서의 영향력은 상당히 강한 것으로 분석되고 있다. 그러나 2008년 6월, 촛불 집회에 대한 보도 태도에 대한 반발이 시작된 이후인 2008년에는 점유율이 50%대로 떨어진 것으로 나타났다.
조중동의 발행부수는 다음과 같다.
| 조사시기   | 발행부수 (단위:만 부)                                                       | 조사기관   |
| ---------- | --------------------------------------------------------------------------- | ---------- |
| 2002년     | 조선일보 238 중앙일보 205 동아일보 205                                      | ABC협회    |
| 2005년 6월 | 조선일보 203 중앙일보 183 동아일보 180                                      | 기자협회보 |
| 2008년 4월 | 조선일보 206 중앙일보 163 동아일보 153                                      | 언론노조   |
| 2011년     | 조선일보 180 유가부수 135 중앙일보 130 유가부수 94 동아일보 120 유가부수 75 | ABC협회    |

## 비판
조중동의 과거 행적과 왜곡 보도 등에 대한 비판이 있다.

### 정치적 편향성

#### 보수정부 광고
언론재단의 국정감사 자료에 따르면 2008년 1월부터 8월 말까지 11개 중앙 일간지의 정부광고 수주액 순위에서 조선일보, 동아일보, 중앙일보가 각각 1위, 2위, 3위를 차지했다. 이에 대해 민주당 최문순(전직 문화방송 사장) 의원은 보수신문 집중 기조가 나타나고 있다며 국민세금이 사실상 청와대가 지목한 언론에 집중적으로 몰리고 있는 상황은 국민들의 뜻을 왜곡하고, 언론자유 침해로 볼 수 있다고 주장했다

#### 정치적 비보도
조중동이 자신들의 정치적 입지 확보를 위해 주요사건을 고의로 싣지 않거나 비중있게 다루지 않는다는 비판이 있다.
- 2009년 2월 4일자 조중동에는 제2롯데월드 공청회, IMF 경제성장률 전망, 국회예산처 보고서에 관한 기사가 실리지 않았다.[23]
- 2009년 3월 17일자 조중동에는 신영철 대법관 재판개입 기사가 1면에 실리지 않았다.[24]
- 2009년 10월 18일 조선일보와 동아일보, 그리고 문화일보에서는 전경을 제외한 정부청사에서 미국산 쇠고기 구매율 0% 내용에 대하여 다른 언론과 달리 보도하지 않았다.[25]
- 2009년 10월 21일 국경없는기자회에서 발표한 세계언론자유지수에서 대한민국은 2008년보다 22단계 하락한 69위를 기록하였다. 하지만 조중동은 노무현 정권 시절 언론자유지수가 하락 할 때는 크게 보도 하면서도 2009년의 순위 하락에 대해서는 다른 언론들과 달리 이를 보도하지 않았다.[26]
- 2009년 11월 6일 박정희가 만주군에 지원하기 위해 보냈던 혈서가 공개돼 논란이 일고 있던 가운데 다른 신문사, 방송사 등 언론들은 이를 1면 또는 내부 지면에 보도하였지만 조중동은 이를 보도하지 않았다.[27]

#### 이중잣대 (말 바꾸기)
종교계
2005년 12월 ~ 2006년 1월, 조중동은 사학법 논란에 대해 정부에 종교계의 목소리를 경청하라고 주문한 바 있다. 반면 2008년 촛불 집회 당시에는 종교는 정치에 끼어들면 안된다는 논리를 폈는데 이는 이중잣대라는 지적이 있었다.
KBS사장
노무현의 대선 언론고문을 지낸 서동구가 KBS 사장으로 임명되었을 때(2003년)에는 정치적 중립이 필요하다는 이유로 반대한 바 있다. 반면 이명박의 대선 언론특보를 지낸 김인규가 KBS 사장으로 임명되었을 때(2009년)에는 찬성하는 논조를 보여 이중잣대라는 지적이 있었다.
미국산 쇠고기 관련
최근 사법부 판결 관련

#### 대결주의 조장
2007년 8월 남북 정상 회담을 앞둔 시점에서 NLL에 관한 왜곡 기사를 내보내며 대결주의를 조장했다는 비판이 있다.

#### 천안함 사건의 추측보도
조중동은 천안함 침몰 사건을 북한의 어뢰 공격으로 인한 침몰로 보이는 기사 논조를 보였는데 일부 단체는 이를 소설쓰기라고 비난하였다. 대표적으로 2010년 4월 22일 조선일보가 보도한 '인간어뢰가 조종하는 어뢰에 의한 폭발 가능성'에 대한 보도가 있다. 조선일보의 기사중 인간 어뢰에 의한 자살 공격에 대한 기사에 대해서 LA타임스는 "제임스 본드 영화에서나 나올 법한 것"이라고 하기도 하였다. 한편, 민.군 합동조사단은 인양된 천안함의 절단면을 조사한 결과 수중에서 외부 폭발에 의해 침몰했다고 판단하는 한편 수거한 알루미늄 파편과 고성능폭약(RDX) 등을 분석한 결과 기뢰가 아닌 어뢰에 의한 공격이라는 결론을 내렸다.

### 오보 및 왜곡보도

#### 체벌 금지에 대한 보도
2010년 진보성향의 곽노현 교육감이 당선된 이후 서울시교육청은 2010년 11월 1일 모든 학교에 대해 체벌을 금지하도록 했다. 조중동은 이에 대해 일제히 비판을 제기하며 각종 교권침해, 폭력사건을 집중 보도하기 시작했다. 하지만 교육 전문가들 중에는 체벌이 장기적으로 더 나쁜 영향을 줄 수 있다며 체벌에 대해 반대하는 입장이 많았으며, 체벌금지가 모든 교권침해 사례의 원인인 것처럼 무리하게 보도하고 있다는 비판이 제기되었다.
- 조중동이 보도한 체벌금지로 인한 폐해 사례에서 체벌이 금지되지 않은 지역(충청도, 전라도 등)이 나오는가 하면, 체벌금지 조치가 되기 전인 2006년의 사례가 나오는 등 체벌금지와 관련없는 사례가 오보로 보도되었다는 것이다. 또한 조중동이 "체벌이 금지된 이후로 교권 침해가 부쩍 늘었다"고 주장한 것과 달리 통계에 의하면 서울 시내 고등학교에서 교사에게 폭행과 폭언을 했다가 징계 받은 학생수는 체벌 금지가 시작된 2010년 2학기엔 오히려 줄었다. 한국교총이 조사한 학생, 학부모에 의한 부당행위 건수도 체벌 금지 시행 이후 폭발적으로 늘었다기 보다는 이전부터 꾸준했음을 알 수 있다고 한다. 《미디어비평》은 "복합적인 원인을 무시하고 정치적인 입장에서 체벌금지가 모든 사태의 원인인양 몰아가는 일부 언론의 보도태도는 교육 현장의 시계를 과거로 되돌렸다는 비판에서 자유롭지 못할 것"이라고 비판했다.[37]
- 동아일보와 중앙일보는 2011년 7월 12일 보도에서 영국이 노터치 정책을 포기함으로써 체벌을 다시 허용하기로 한 것처럼 보도했지만 이는 오보인 것으로 밝혀졌다. 중앙일보의 경우 기사 제목에서 "13년 만에 학생 체벌 허용"이라고 표현했으며 사설에서도 “영국 정부가 학생 체벌을 전면 금지한 노 터치 정책을 도입한 지 13년만에 폐기하기로 한 것은 한국 교육에 시사하는 바가 크다. 진보 교육감들의 체벌 전면 금지 정책으로 인한 학교 현장의 혼란을 줄일 반면 교사이다”라고 주장했다. 하지만 한겨레신문에 의하면 영국에서 노터치와 체벌은 엄격히 구분되는 개념으로, 노터치 정책은 성추행 등의 문제가 있을 수 있어 1998년에 도입한 것이지만 여러 부작용이 있어서 이를 폐기한 것일 뿐 체벌을 허용하는 것은 아니며 실제로 훈육지침을 보면 여전히“물리력을 체벌 목적으로 사용해서는 안된다”고 명시하고 있다는 것이다. 이에 대해 한겨레신문은 해당 기사를 쓴 기자들과 통화를 한 결과 기자들도 실수를 인정했다고 보도했다.[38]

#### 복지에 대한 왜곡보도
2011년 대한민국 국회에서 본격적으로 논의되기 시작한 복지논쟁에서 조중동은 복지를 망국적 포퓰리즘이라며 반대하는 입장을 취했다. 그러면서 해외 재정위기 국가들의 사례를 거론하며 이들 국가들이 복지 때문에 위기를 겪고 있다고 보도했다. 하지만 이는 사실 왜곡이라는 비판이 제기되고 있다.
- 2011년 그리스에서 벌어진 재정위기와 관련해 조중동은 '과도한 복지'가 모든 재정 문제의 원인인 것처럼 보도했다. 그러나 이러한 보도 행태는 그리스의 재정위기를 너무 무리하게 단순화 시킨 논리라는 지적이 제기됐다. 대외경제정책연구원이 밝힌 그리스의 재정위기 원인은 다음과 같다.

- 만성적 경상수지 적자
- 제조업보다 관광 등 서비스업 비중이 월등히 높아 경제충격에 취약한 산업구조
- 연금 등 공공지출이 많다는 것
- GDP의 25%나 되는 지하경제

이럼에도 불구하고 조중동은 복지문제만 과도하게 부풀려 보도했다. 강유덕 대외경제정책연구원은 그리스의 재정 위기에 대해 "지하경제규모가 굉장히 크다. 사람들이 실질적으로 경제활동을 통해서 일을 하는데 그것이 세금으로는 이어지지 않아 세금확보에 한계가 있을 수밖에 없다."고 말했다. 또한 한국은행 보고서는 "현재의 유럽 재정위기는 경제여건이 크게 다른 회원국에 단일통화정책을 적용하는 등의 구조적 문제점에 기인한다"고 보았다. 조중동의 유럽 재정위기에 대한 논조는 2010년과 비교해도 확연히 다른 것이었다. 2010년 그리스에서 시작된 남유럽 금융위기 당시 조선일보는 "유럽의 금융지도에서 그리스는 섬이 아니다. 유럽각국은 순환대출과 교차투자를 통해 얼키고 설켜있다. 그리스 문제가 더 이상 한 나라의 문제가 아니다"라고 보도하면서 복지와 연관짓지 않았다.
- 2011년 초 일본의 신용등급이 강등된 것에 대해서도 이들 언론들은 이를 과도한 복지 탓이라고 보도했다.[40] 하지만 경제 전문가들은 이러한 보도가 사실에 대한 왜곡으로 문제가 있다고 지적한다. 국내의 전문가들은 1990년대 거품붕괴 이후 이루어진 토목사업을 통한 대대적인 경기부양과 감세조치를 재정위기의 직접적인 원인으로 보았다. 삼성경제연구소는 “장기불황을 타개하기 위한 재정지출 확대와 감세정책이 일본 재정악화의 주된 원인”이라고 분석했다. 한국은행도 일본경제 보고서에서 “일본의 재정적자가 급속히 확대된 것은 거품붕괴 이후 재정지출 확대와 감세조치를 반복하는 가운데 성장둔화 및 디플레이션 장기화로 세수가 감소한 것이 원인”이라고 진단했다. 일본의 장기침체 과정을 연구해온 박종규 국회예산정책처 경제분석실장은 경향신문과의 인터뷰에서 “토목건설 위주의 재정지출 확대와 감세정책, 사회보험 지출증가가 얽혀 재정악화를 가져왔다”며 “일각에서 말하는 ‘복지 퍼주기’가 재정악화를 몰고 왔다는 논리는 문제가 있다”고 말했다.[41]

#### 콜트악기 허위보도 사건
- 동아일보는 2008년 8월2일 "7년 파업의 눈물"이라는 제목의 기사에서 "콜트악기 노동자들의 강경 투쟁 때문에 직원 120여명이 평생 직장을 잃고 모두 거리로 나앉게 됐다"는 회사 관계자의 말을 인용하면서 "노조의 파업으로 생산성이 떨어져 수출 납기를 맞추지 못하는 일이 반복되자 해외 바이어들이 고개를 돌렸다"고 노조에 폐업의 책임을 돌렸다. 노조는 이에 반발해 정정 보도와 손해배상 청구 소송을 냈다. 이에 대해 서울고등법원은 2010년 6월 동아일보에 정정보도 게재와 함께 위자료 500만원을 지급하라는 판결을 내렸고 2011년 9월 판결이 확정되었다. 법원은 판결문에서 "“콜트악기의 폐업에는 원고의 파업으로 압축해서 표현하고 있는 노사문제 뿐만 아니라 생산기지의 해외이전이라는 경영상의 판단 등 다양한 원인이 복합적으로 작용했다고 보이는데도 콜트악기의 폐업이 순전히 노조의 잦은 파업때문이라는 기사는 허위라고 보는 게 맞다"고 밝혔다. 또한 "기사를 작성한 기자는 사용자의 진술을 들었으나 노조에 사실 관계 확인을 하지 않았다”면서 “기자가 확인할 수 있었던 콜트악기 및 관련 회사들의 자산상황과 매출, 당기순이익 등 경영상태에 대한 자료들만이라도 객관적으로 인용했더라면 이 기사에 나타난 오류는 쉽게 피할 수 있었을 거라고 보이는 등의 사정에 비춰볼 때 피고가 이 기사의 내용을 진실이라고 믿을 상당한 이유가 있다고 보기 어렵다"고 밝힘으로써 기자가 최소한의 객관적 사실확인 조차 하지 않고 악의적으로 기사를 작성했음을 인정했다. .[42]

#### 김정남의 천안함 발언 날조
조선일보는 2012년 1월 17일자 1면에서 김정남이 일본 <도쿄신문>의 고미 요지 편집위원과 지난 7년 동안 주고받은 전자우편 대화록을 <월간조선>이 입수했다며 이를 토대로 김정남의 발언을 보도했다. 그런데 이 기사에서 조선일보는‘(김정남이) 천안함 침몰 사건에 대해서는 “북조선 입장에서는 서해 5도 지역이 교전지역이라는 이미지를 강조할 필요가 있다. 그래야 핵, 선군정치 모두 정당성이 부여되는 것”이라고 했다’고 전했다. 국내에서 천안함 사건의 진상에 관한 논란이 지속되고 있는 와중에 나온 이러한 보도는 천안함 사건이 북한의 소행이라는 결정적 증거의 하나로 받아들여졌고 실제로 동아일보는 조선일보의 이러한 보도내용을 토대로 한 18일치 사설에서 "국내 종북(從北)좌파 세력은 북한 권력 내부 사정을 잘 알고 있는 김정남의 이런 폭로를 듣고도 “천안함 폭침이 북한 소행이라는 증거가 없다”고 계속 주장할 것인가."라고 쓰기도 했다. 하지만 이 기사가 나간 이후 김정남과 전자우편을 주고 받은 당사자인 고미 요지 편집위원은 자신이 김정남으로부터 받은 이메일의 어디에도 천안함에 관한 발언은 존재하지 않는다고 밝혀왔다. 결국 조선일보는 천안함 사건에 관해 그것이 북한의 필요에 의해 이루어진 일이라고 김정남이 주장했다는 보도는 오보였음을 인정했다. 하지만 사설을 썼던 동아일보는 오류를 바로잡지 않고 있다.

#### 쌍룡역 왜곡 보도
2013년 12월 26일자 동아일보는 "하루 승객 15명인 역에 역무원 17명"이라는 제목의 기사에서, 쌍룡역에 대해 "2010년 한 해 철도 운송수입이 1,400만 원에 그쳤다. 반면에 같은 해 이 역에서 일하는 직원들에게 지급된 인건비는 11억 3,900만 원으로 역 수입의 81.3배였다." 고 보도했다. 그러면서 이러한 역을 구조조정하지 못하는 이유를 강성노조 탓으로 돌렸다. TV조선 역시 같은 제목의 보도를 했다. 하지만 노컷뉴스 취재 결과 이들 보도는 사실과 달랐다. 철도청통합정보시스템에 의하면 쌍룡역의 2010년 수입은 1,400만원이 아니라 96억 1,500만 원이다. 화물 수입 95억 9,600만 원에 여객 수입 1,900만 원을 합한 금액이다. 동아일보의 기사는 100억원에 가까운 화물 수입은 누락시킨 채 여객운송 수입만을 쌍룡역의 수입인 것처럼 보도한 것이었다. 또한 2014년 현재 15명이 근무 중이지만 3조 2교대로 운영되므로 실제 투입인원은 5명이라는 사실도 누락시켰다.

### 불법행위

#### 전교조 명단 공개
2010년 4월 법원은 전교조 가입 교사들의 명단을 공개한 조전혁 의원에 대한 명단공개 금지 가처분 신청을 받아들여 명단을 공개하지 말라고 결정했지만 조전혁 의원은 이를 무시하고 명단을 공개했으며, 이러한 불법적인 명단 공개에 동아일보의 인터넷 사이트인 동아닷컴도 동참했다. 전교조 소속 교사들은 조전혁 의원과 동아일보사에 대해 불법행위에 따른 손해배상 청구 소송을 제기했고 법원은 2011년 7월 26일 조전혁 의원은 일인당 10만원 씩 모두 3억 4000만원을, 동아일보사는 일인당 8만원 씩 모두 2억 7,000만원을 배상하라고 판결했다.

#### 신문고시 위반
신문판매고시는 신문구독자를 모집하는 과정에서 연간 유료신문 대금(18만원)의 20%(36,000원)을 초과하는 액수의 공짜신문이나 경품을 제공하는 행위를 불공정거래행위로 규정하고 있다. 민주언론시민연합은 2008년 5월 서울지역 지국 중 40곳을 대상으로 신문고시 위반 실태를 조사한 결과 중앙일보와 동아일보의 위반율은 100%, 조선일보는 97.5%에 달했다고 발표했다.

### 일제 강점기의 친일
조선일보와 동아일보는 민족정론지를 표방하여 창간되었으나, 일제 강점기 후기에 이르러 "황국신민으로써 천황폐하께 충성[1936년 1월1일 조선일보]", "태평양 전쟁에서 조선인의 징용독려"를 주장하여 친일지로 변모했다는 주장이 비판의 주요한 내용이다. 백범 김구의 지시로 임정국무위원 김승학이 작성한 친일파 명단에 조선일보의 사주였던 방응모와 동아일보의 사주였던 김성수의 이름이 있다.

### 족벌 신문
조중동은 2001년 세무조사를 언론탄압으로 규정하며 비난하였다. 2001년 2월 6일 이회창은 국회 연설에서 "언론사 세무조사는 정당성을 결여한 언론탄압"이라며, "한나라당은 압박받는 언론이 있다면 항상 같이 싸울 것"이라고 했다. 이에 대해 언론개혁시민연대는 “정당한 세무조사를 정쟁의 도구로 삼는 한나라당의 태도는 언론자유를 위한 충정이 아니라 특정언론사를 비호하려는 정략적 성격이 짙다”고 지적했다. 이처럼 '편파적 제목달기'를 통해 언론개혁을 좌절시키는 조선, 동아, 중앙 등 이른바 빅 3 신문의 세무조사 저항은 한나라당과의 유착속에서 조직적으로 전개되는 양상을 띠고 있다고 지적하고 있다.
조선일보 일가는 태평양그룹, 영풍그룹과 혼맥을 맺고 있고 중앙일보, 동아일보 일가는 삼성그룹 일가와 혼맥을 맺고 있어 기사의 공공성이 흔들릴 수 있으며, 이들 신문이 지나친 자본 편향적인 보도 성향을 보이는 것도 이와 무관하지 않다는 지적도 있다.</ref>{{https://www.sedaily.com/NewsView/1Z99O94YDZ}}

### 부수 조작
실질적인 유가부수는 그렇게 많지 않다는 주장도 있다. 구독신청시 과도한 현금을 지급하는 불법 판촉행위까지 사용하여 유가부수를 부풀린 후 광고 수익을 올리고, 여론 형성에 막대한 영향을 끼치려 한다는 지적이 있으며, 이와 관련하여 2004년부터 5년간 신문고시 위반행위의 94%가 조중동에 의한 것으로 드러나기도 하였다.

### 지식인 사회의 평가
조순 전 부총리는 2006년 3월 23일 한 조찬 강연이 끝난 후 강연에 대한 총평을 하는 자리에서, "우리 사회의 가장 큰 문제인 '미성숙' 현상은 30∼40대에서도 나타나고 있지만 50∼60대 이상도 여기서 자유롭지 못하기는 마찬가지"라고 말하고, 이어서 조중동에 대해 언급하였다. 여기서 조순 전 부총리는 "조중동이 그나마 중학교 3학년 수준에 머물러 있던 한국 사회를 중학교 2학년 수준으로 떨어지게 만들었다"는 취지의 발언을 한 뒤 "조중동, 그게 어디 신문입니까?"라고 말했다고 한다.

### 조중동과 연결된 케이블 TV 종합편성채널 관련 논란
현재 케이블 TV의 종합편성채널 4사 중 3개사가 조중동이 소유하고 있다. 조선일보의 TV조선, 중앙일보의 JTBC, 동아일보의 채널A가 현재 방송중인데, 이 문제에 비판적인 세력들은 개국 전부터 조중동의 언론장악등을 문제삼아 방송 자체를 비판하고 있다.

## 반대 운동
'조중동을 읽지 말자'는 주장은 예전부터 일부에서 있었으나 2008년 한미 쇠고기 협상에 관한 논란이 지속되는 가운데 이들이 협상에 대해서는 긍정적이고 촛불 집회에는 부정적인 보도를 하면서 구독 거부 운동이 크게 확산되었다.
이와 함께 조중동과는 대조적인 성향의 경향, 한겨레 등 타 신문사의 자발적 구독자 수는 (보도에 따르면 4월에 비해 5월에 5~10배) 증가하는 효과가 있었다. 또한 경향신문과 한겨레신문에는 독자들의 응원 광고가 이어지기도 하였으나, 실제로 부정적인 영향을 줄 수 있고 지속성이 떨어진다는 지적도 있었다.

### 광고 중단 운동
일부 누리꾼들은, 이들 신문사에 광고를 게재하는 광고주를 상대로 광고를 철수할 것을 주장하는 광고중단운동을 벌였다. 그중 언론소비자주권 국민캠페인이 주도적인 역할을 했다. 누리꾼들은 매일 조중동에 실린 광고 목록을 인터넷에 올렸으며, 조중동에 광고를 실은 광고주에게 직접 항의전화를 걸거나 고객센터를 통해 항의를 하고 인터넷 회사인 경우 회원 탈퇴를 하는 등의 방법으로 광고주를 압박했다. 이처럼 조중동 광고 게재에 대한 여론이 점점 나빠지자 결국 몇몇 광고주들은 조중동에 광고를 내지 않거나 잠정 보류하겠다고 말하기도 하였고 실제로 일부 광고주가 광고를 철회하기도 하였다. 검찰은 이러한 행위를 업무방해 등의 행위라며 법적 대응할 것이라고 밝혔으나, 정당한 소비자 운동이란 견해도 있어 논란이 되었다. 2009년 2월 19일, 법원은 광고중단운동을 벌인 누리꾼들에게 유죄를 선고했다. '언론소비자주권 국민캠페인' 카페 개설자에게 징역 10월에 집행유예 2년, 운영자에게 징역 6월에 집행유예 2년을, 다른 누리꾼들에게는 벌금형 등을 선고했다. 언론소비자주권 국민캠페인 측은 납득할 수 없다며 항소의 뜻을 밝혔다. 그리고 2009년 12월 18일 2심 재판에서는 언소주 대표에게 1심과 같이 징역 10월에 집행유예 2년을 선고했다. 광고 중단 협박에 적극 참여한 14명에 대해서는 100만~300만원의 벌금형을 선고하고 이 중 3명에 대해서는 선고를 유예했다. 가담 정도가 약했던 피고인 9명에게는 무죄가 선고됐다.

### 다음뉴스공급중단
2008년 7월 1일 조선일보, 중앙일보, 동아일보는 각각 포털사이트 다음에 뉴스 콘텐츠 전송을 중단하기로 통보하였다. 이는 다음 아고라와 카페에서 벌어지고 있는 광고 불매 운동에 따른 항의의 성격을 띠고 있는 것으로, 조중동 측은 이러한 광고 불매 운동이 불법이며 이를 제대로 관리하지 못하는 다음에 책임이 있다고 주장한다. 그러나 2011년 1월 조선일보와 중앙일보는 다시 다음에 뉴스 공급을 재개했다.

### 절독운동
2009년 9월 23일 민주노총, 미디어행동, 언소주는 '조중동 절독운동'을 함께 하기로 선언하였다.

## 대중문화
개그콘서트에서 종영된 방송과의 전쟁에서 조중동 종편 방송국을 조직폭력배들의 다투는 구역으로 풍자하였다.

## 같이 보기
- 조선일보 - 조선일보에 대한 비판
- 동아일보
- 중앙일보
- 언론소비자주권 국민캠페인